# Angelina Acuña

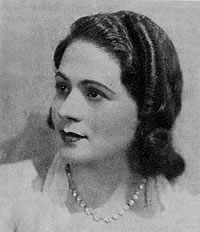
Angelina Acuña

María Angelina Acuña Sagastume de Castañeda, bekannt als Angelina Acuña (* 31. Januar 1905 in Jutiapa; † 14. Juni 2006 ebenda), war eine guatemaltekische Autorin und Dichterin. Sie gehörte zu den bedeutendsten Dichterinnen in Lateinamerika am Anfang des 20. Jahrhunderts und war in Guatemala eine der bekanntesten Frauen ihrer Zeit. Sie verstarb im Alter von 101 Jahren in ihrem Haus neben der Pfarrkirche ihres Geburtsortes Jutiapa.

## Leben
Acuña war die Tochter von Francisco Acuña Barrientos und Adela Sagastume Portillo. Sie siedelte in die Hauptstadt Guatemalas über und schloss dort 1925 ein Studium der Naturwissenschaften und der Literatur sowie ihr Studium als Grundschullehrerin am Instituto Normal Central para Señoritas Belén ab.
1930 heiratete sie Efraín Castañeda Archila, mit dem sie drei Kinder, Rosidalia, Evanidia und Carlos Ildeberto hatte. Sie unterrichtete am Instituto Normal Central para Señoritas Belén, am Instituto Normal Centroamérica (INCA) und am Florida Southern College in Lakeland, Florida. 
1945 wurde sie von der Nationalen Erneuerungspartei für ein Mandat nominiert, aber nicht gewählt.
Acuña leitete die Literaturzeitschriften Reflejos und Espiral und war Herausgeberin der Revista El Maestro, die vom Bildungsministerium herausgegeben wurde. Sie veröffentlichte Gedichte in diversen Zeitschriften wie El Imparcial, La Hora, Nuestro Diario, Prensa Libre und Diario de Centro América. Sie war hervorragend im Verfassen klassischer Lyrik, ihre Stärke waren Sonette. 
Sie war auch Mitglied der Akademie der Sprache Guatemalas. Bei ihrer Aufnahme 1981 las sie  Loanza lírica al Hermano Pedro.
Im Jahr 1957 gewann sie den ersten Preis bei den Juegos Florales de Quetzaltenango mit der Gedichtsammlung El Maíz de los Mayas. Am 1. Mai 1960 wurde sie von der Unión de Mujeres Americanas/Union of American Women in New York City mit dem Titel Mujer de las Américas ausgezeichnet. Am 10. Mai 1960 wurde ihr unter der Regierung von Präsident Miguel Ydígoras Fuentes der Orden vom Quetzal für ihre herausragenden Leistungen auf dem Gebiet der Literatur verliehen. Im Jahr 1974 wurde sie für ihre Lehrtätigkeit mit dem Orden Francisco Marroquín ausgezeichnet. Von der geisteswissenschaftlichen Fakultät der Universidad de San Carlos de Guatemala wurde sie mit dem Titel Emeritissimum ausgezeichnet.
Eine Mädchenschule in der Hauptstadt und das Instituto Mixto Básico de El Progreso in Jutiapa sind nach ihr benannt.

## Veröffentlichungen (Auswahl)
Gedichtbände
- La Gavilla de Ruth (1944, Online)
- Para que duerma un indito (1952)
- Fiesta de Luciérnagas (Kindergedichte, 1953, Online)
- El Maíz de los mayas (1957)
- Madre Américas (1960, Online)
- Canto de amor en latitud marina (1968, Online)
- Loanza lírica al Hermano Pedro (1981, Online)
- Elogio del Soneto (1999, Online)

Mit Horacio Figueroa Marroquín gab sie zwei Sammlungen von Gedichten heraus: Poesía femenina guatemalense (1977) und Las cien poesías más bellas de la lírica guatemalense (1986). Mit El llamado de la cumbre (1960) verfasste Acuña auch ein Prosawerk.